# Deputy Mayor National Women’s League 2019/20
Die Deputy Mayor National Women’s League 2019/20 war die 17. Spielzeit der nepalesischen Fußballliga der Frauen. Titelverteidiger war Nepal Police Club. Ursprünglich sollte die Liga in Drei Phasen durchgeführt werden; die Erste Phase sollte zwischen den 16. bis 26. März in Sunsari, die Zweite Phase im April in Kathmandu und die Dritte Phase zwischen Mai bis Juni in Biratnagar stattfinden. Aufgrund der COVID-19-Pandemie in Nepal, wurde der Ligastart zuerst verschoben, später aber die gesamte Spielzeit abgebrochen bzw. nicht angefangen.

## Teilnehmer
| - Nepal APF Club - Tribhuvan Army Club - Nepal Police Club - Chandrapur Municipality | - Biratnagar Municipality - Waling Municipality - Chaudandi Gadhi Municipality |